# Elecciones presidenciales de Turkmenistán de 2022
Se celebraron elecciones presidenciales anticipadas en Turkmenistán el 12 de marzo de 2022. Fue la sexta elección presidencial de Turkmenistán, donde los votantes eligieron al presidente del país para los siguientes siete años. El presidente de la República, Gurbanguly Berdimuhamedow, que también es el presidente del Consejo del Pueblo, anunció el 25 de enero de 2020 que no buscaría la reelección. Esta se convertirá en la primera elección presidencial abierta en Turkmenistán desde 2012 y la primera en esta elección presidencial desde 2007, cuando Berdimuhamedow fue elegido por primera vez, tras la muerte del proclamado presidente vitalicio Saparmurat Niyazov, ocurrida el 21 de diciembre de 2006.
Desde la independencia de Turkmenistán en 1991, los observadores internacionales no han considerado las elecciones realizadas en el país como libres o justas, y el país ha sido descrito como una dictadura totalitaria bajo los gobiernos de Saparmyrat Nyýazow y Gurbanguly Berdimuhamedow.

## Antecedentes
El 11 de febrero de 2022, el presidente Gurbanguly Berdimuhamedow anunció durante una reunión del Consejo Popular su intención de dimitir en marzo de 2022. Afirmando que tomaba esta "difícil decisión" para traspasar el liderazgo del país a la "generación más joven", sin embargo, anunció su intención de seguir siendo presidente del Consejo del Pueblo, la cámara alta del parlamento en Turkmenistán.
Esta decisión por parte de Gurbanguly Berdimuhamedow es visto como una "sucesión dinástica" por algunos medios de comunicación.

## Candidatos
Durante un congreso del Partido Democrático de Turkmenistán, sus miembros nominaron a Serdar Berdimuhamedow como su candidato el 14 de febrero.
El 15 de febrero, el Partido Agrario de Turkmenistán nominó y registró a Agadzhan Bekmyradow como candidato presidencial. Posteriormente, el 21 de febrero, el Partido de Industriales y Empresarios de Turkmenistán nominó y registró a Babamyrat Meredow como candidato. Ambos partidos, son considerados leales al gobierno. También se registraron seis candidatos que fueron nominados por grupos políticos independientes, dos de ellos, miembros del partido gobernante.

## Resultados
De acuerdo a la Comisión Central Electoral, la participación fue del 97,17%. Serdar Berdimuhamedow resultó ganador con el 72,97% de los votos. Hydyr Nunnaýew, candidato independiente, quedó en segundo lugar con el 11,09% de los votos y Agajan Bekmyradow, candidato por el Partido Agrario de Turkmenistán, quedó en tercer lugar con el 7,22% de los votos.
| Candidatos                | Candidatos                | Candidatos                | Partidos                  | Primera vuelta | Primera vuelta |
| Candidatos                | Candidatos                | Candidatos                | Partidos                  | Votos          | %              |
| ------------------------- | ------------------------- | ------------------------- | ------------------------- | -------------- | -------------- |
|                           | Serdar Berdimuhamedow     |                           | TDP                       |                | 72,97%         |
|                           | Hydyr Nunnaýew            |                           | Ind.                      |                | 11,09%         |
|                           | Agajan Bekmyradow         |                           | TAP                       |                | 7,22%          |
|                           | Berdimämmet Gurbanow      |                           | Ind.                      |                | 2,22%          |
|                           | Perhat Begenjow           |                           | TDP                       |                | 2,02%          |
|                           | Maksatmyrat Öwezgeldiýew  |                           | Ind.                      |                | 1,16%          |
|                           | Maksat Ödeşow             |                           | TDP                       |                | 1,15%          |
|                           | Kakageldi Saryýew         |                           | Ind.                      |                | 1,09%          |
|                           | Babamyrat Meredow         |                           | TSTP                      |                | 1,08%          |
| Votos válidos             |                           |                           |                           |                |                |
| Votos en blanco y nulos   |                           |                           |                           |                |                |
| Total                     | Total                     | Total                     | Total                     | 3 362 052      | 100%           |
| Abstención                | Abstención                | Abstención                | Abstención                | 98 028         | 2,83           |
| Inscritos / participación | Inscritos / participación | Inscritos / participación | Inscritos / participación | 3 460 080      | 97,17%         |